# Сава Сторожевський
Преподобний Сава Сторожевский, Звенигородський чудотворець (рос. Савва Сторожевский, † 16 грудня, 1406) — російський православний святий, ігумен. 

## Житіє
Сава Сторожевський в ранньому юнацтві відійшов від світу, прийняв постриг від прп. Сергія Радонезького і був одним з перших його учнів і сподвижників. Він любив безмовне життя, уникав бесід з людьми, перебував в постійній праці і пам'ятаючи про суд Божий, харчувався лише рослинною їжею, носив грубий одяг, спав на підлозі. Декількі разів преподобного кликали на ігуменство. Великий князь Дмитро Донський просив його влаштувати обитель Успіння Божої Матері на р. Дубенці в подяку за перемогу над Мамаєм. Згодом насельники рідного Троїце-Сергієвого монастиря просили прп. Саву замінити ігумена Никона Радонезького, який відійшов у затвор на той час. Нарешті, князь Юрій Дмитрович Звенигородський, хресник Сергія Радонезького, вибрав прп. Саву своїм духівником, просив дати благословення його домові, а потім виблагав святого залишитися і закласти поблизу Звенигорода нову обитель (Савино-Сторожевський чоловічий монастир). Прагнучи життя на самоті, прп. Сава погодився. На горі Сторожевській, де колись розташовувавлася сторожа, котра охороняла Москву, він поставив дерев'янну церкву на честь Різдва Пресвятої Богородиці, взявши, таким чином, на себе подвиг охорони майбутньої великої столиці від видимих і невидимих ворогів. Незабаром до нього стали стікатися ті хто шукав безмовності, яких прп. Сава приймав з любов'ю. Представився подвижник в глибокій старості, і відразу ж почалося його місцеве шанування. Особливо шанував його цар Алексій Михайлович, який неодноразово ходив пішки на поклоніння мощам святого та піклувався про його обитель.
Пам'ять прп. Сави відмічається 3/16 грудня та 19 січня/1 лютого.

## Джерело
- Биографический указатель: Савва Сторожевский (рос.)